# Ilan Mor
Ilan Mor (1955. –) izraeli diplomata, 2011 és 2016 között Izrael Állam rendkívüli és meghatalmazott budapesti nagykövete.

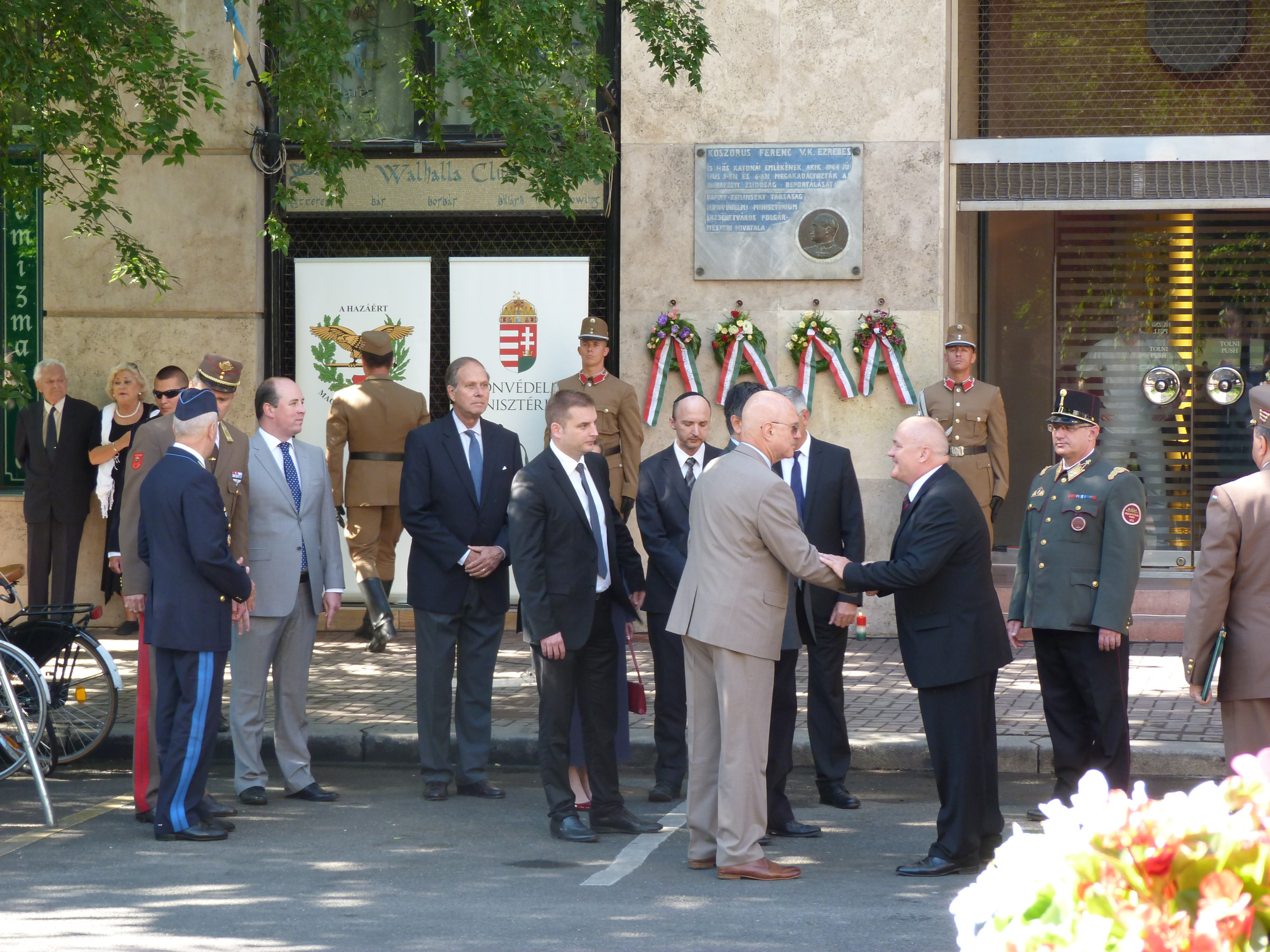
Ilan Mor Koszorús Ferenc vezérkari ezredes emléktáblájának koszorúzásán – 2014.07.04.

## Származása
Édesapja Romániában, édesanyja Lengyelországban született.

## Tanulmányai
A Tel-avivi Egyetemen szerzett BA diplomát Politikai Tudományok és Munkakapcsolatok szakon, a Nemzetközi Kapcsolatok szakon pedig MA diplomát. A héberen kívül angolul és németül beszél.

## Diplomáciai karrierje
1983-ban kezdte meg külügyi szolgálatát Izrael Állam Külügyminisztériumában. Számos diplomáciai pozíciót töltött be mind Izraelben, mind külföldön a geo-stratégia területén.
1986-tól másodtitkár Libériában.
1988-1990 között sajtó- és információs konzul Izrael Állam Los Angeles-i Konzulátusán. 
1990-1992 között első titkár a külügyminisztérium Nemzetközi Szervezetek Tagozatán Jeruzsálemben. 
1992-1996 között Bonnban tanácsosként a nagykövetség Információs Osztályának vezetője, és a nagykövetség szóvivője. 
1996-1998 között Jeruzsálemben a külügyminisztérium Információs Osztályának tanácsosa.
1998-2002 között követ-tanácsosként szolgál Izrael Állam pekingi nagykövetségén. 
2002-2004 között az Izraeli Külügyminisztérium Tömegpusztító Fegyverek és a Terrorizmus Megelőzési és Elterjedési Osztályán a Stratégiai Tagozat igazgatója. 
2004-2009 között követ-tanácsos Berlinben, Izrael Állam Nagykövetségének elsőbeosztottja (DCM). 
2009-2011 között az Izraeli Védelmi Erők (IDF) rangidős külpolitikai tanácsadója.
2019-től Izrael Horvátországi nagykövete, megbízólevelét 2019. január 22-én adta át Kolinda Grabar-Kitarović horvát elnöknek.

## Izrael magyarországi nagykövete
Ilan Mor 2011. szeptember 26-án adta át megbízólevelét Schmitt Pál köztársasági elnöknek.
Azóta sokat tett az antiszemitizmus elleni küzdelemben, rendszeresen tart előadásokat különböző intézményekben, hogy felhívja a figyelmet a zsidóellenességre, és az az elleni harcra. Emellett szót emelt a terrorizmus, illetve az azt szerinte gyakorló országok, például Irán ellen.
2013-ban elítélte Szaniszló Ferenc újságíró Táncsics-díját, mert szerinte "a díj egy olyan emberhez került, aki nyíltan támogatja az antiszemitizmust". (Szaniszló később visszaadta a díjat.)
2013. április 17-én és 18-án előadást tartott a Miskolci Egyetemen, ahol a fiatalság zsidókkal szembeni szemléletváltását szorgalmazta.
2016. augusztus 15-én videóüzenetben búcsúzott Magyarországtól.

## Családja
Nős, felesége Ora Mor. Egy lányuk és egy fiuk van.